# Johann Adam von Bicken
Johann Adam von Bicken ou Jean-Adam de Bicken, né le 27 mai 1564 à château Hainchen, aujourd'hui Netphen, décédé le 11 janvier 1604 à Aschaffenbourg, est Prince-Électeur-archevêque de Mayence de 1601 à 1604.

## Biographie
Jean-Adam est le fils de Philippe de Bicken, maréchal de la cour de Mayence, et d'Anne de Brendel, sœur de l'archevêque Daniel Brendel von Homburg. Il reçoit l'enseignement initial, à Wurtzbourg et à Mayence, où il aurait également étudié les sept arts libéraux que d'habitude, puis il poursuit ses études à Pont-à-Mousson - suite (1582 1584), Bourges, Toulon et en Italie. Il parle français et italien. Chanoine en 1574 à l'âge de dix ans, puis scolastique de l'église de Mayence, il est nommé en 1590 par l'électeur Wolfgang de Dalberg dans son bureau électoral, où il occupe diverses tâches de gestion. Il participe à l'automne de 1597 au Diète d'Empire à Ratisbonne.
Jean-Adam de Bicken est élu archevêque de Mayence le 15 mai 1601, dignité épiscopale qui lui est confirmée par le pape Clément VIII, le 27 août suivant. Pendant son épiscopat, qui n'est que d'environ deux ans et demi, il se donne beaucoup de peines pour rétablir l'ancien culte dans le comté de Rieneck (de) et de comté de Koenigstein. Il assiste 1600 en France à la conférence de Fontainebleau ordonnée par le roi, débat entre l’évêque d’Évreux Jacques Du Perron, calviniste converti et le protestant Philippe Duplessis-Mornay. Une maladie l'emporte, le 11 janvier 1604, à l'âge de trente-neuf ans, dans son palais d'Aschaffenbourg, d'où il est rapporté dans sa cathédrale pour y être inhumé.
Il prend position dans le chasse aux sorcières et le Contre-Réforme dans son électorat.
Durant son mandat à Mayence (1601-1604) von Bicken a éliminé par la mort 650 sages-femmes.

## Famille
Les Bicken, noble famille de Barons dans le voisinage du Rhin, de laquelle un nommé Philippe a été célèbre dès l'an 1080. Conrad, qui mourut à la fin du XVe siècle, était Seigneur de Hayn, et cette Seigneurie fut portée dans la Maison de Bicken par une Comtesse de Nassau.

## Sources
- (de) Cet article est partiellement ou en totalité issu de l’article de Wikipédia en allemand intitulé « Johann Adam von Bicken » (voir la liste des auteurs).